# Tatjana Sergejewna Koschelewa
Tatjana Sergejewna Koschelewa (russisch Татьяна Сергеевна Кошелева, englische Transkription: Tatiana Sergeevna Kosheleva; * 23. Dezember 1988 in Minsk, Weißrussische SSR) ist eine russische Volleyballspielerin.

## Karriere
Koschelewa begann ihre Karriere 2005 bei VK Dynamo Moskau. Mit dem russischen Nachwuchs erreichte sie im gleichen Jahr das Finale der U18-Weltmeisterschaft. 2007 wurde sie mit Dynamo russischer Meister. Am 28. Juni desselben Jahres debütierte die Außenangreiferin in der A-Nationalmannschaft. Anschließend wechselte sie zu VK Saretschje Odinzowo. Mit dem neuen Verein gewann sie 2008 erneut den Titel in der Liga und kam außerdem ins Endspiel der Champions League gegen Pallavolo Sirio Perugia. 2009 wurde Koschelewa mit Odinzowo Vizemeister. Die Nationalmannschaft belegte im Grand Prix ebenfalls Platz zwei. 2010 gelang der Außenangreiferin im Verein der nächste Erfolg in der russischen Meisterschaft. Mit Russland wurde sie in Japan durch einen Finalsieg gegen Brasilien Weltmeisterin. In der Saison 2010/11 spielte sie für VK Dynamo Kasan und wurde mit dem neuen Verein ebenfalls russischer Meister. Danach wechselte sie zu VK Dynamo Krasnodar. In London nahm Koschelewa an den Olympischen Spielen 2012 teil und belegte mit der russischen Mannschaft, die sich im Viertelfinale den Brasilianerinnen geschlagen geben musste, den fünften Rang. Nach dem Turnier kehrte sie zurück nach Kasan, schloss sich Anfang 2013 aber wieder ihrem Stammverein Dynamo Moskau an. Im September 2013 wurde Koschelewa mit der Nationalmannschaft Europameisterin in Deutschland und der Schweiz und als wertvollste Spielerin (MVP) des Turniers ausgezeichnet. Zwei Jahre später gelang es ihr, sowohl mit ihrer Mannschaft, als auch individuelle Spielerin, den Titel zu verteidigen.
2016/17 spielte Koschelewa in der Türkei bei Eczacıbaşı Istanbul und 2017/18 beim Ligakonkurrenten Galatasaray Istanbul, 2018/19 in Brasilien bei Rio de Janeiro VC, 2019 in Italien bei Pallavolo Scandicci, 2019/20 in China bei Guangdong Evergrande und 2020 beim heimatlichen Lokomotive Kaliningrad, wo sie die russische Vizemeisterschaft gewann. Nach einem erneuten Engagement bei Galatasaray Istanbul in der Saison 2020/21 ist sie ab 2021 für Megabox Vallefoglia in der italienischen Serie A aktiv.

## Privates
Tatjana Koschelewa ist seit November 2011 verheiratet. Sie lebt in Krasnodar und in Kaliningrad. Sie hatte einen Bruder, Sergei Sergejewitsch Koschelew, der 2022 als russischer Soldat in der Ukraine getötet wurde.